# Noe Vazquez
Noé Vázquez (Torreón, México, 9 de janeiro de 1993) é um comentarista e relator de futebol. É conhecido por sua famosa mistura de juventude, experiência e irreverencia, que tem sido parte fundamental de suas crónicas desportivas. Em sua grande maioria tem trabalhado somente para internet e televisão em Latinoamérica, rádio em Estados Unidos e audio alternado em Europa.

## Biografia
Nasceu em Torreón, México, mas criou-se e cresceu em Cidade Juárez, México. Desde jovem teve paixão pelo futebol e considera-se aficionado do Real Madri. Forma-se como Licenciado em Ciências da comunicação profissionalmente na Universidade Autónoma de Chihuahua (UACH).

## Carreira profissional
Iniciou sua carreira profissional desde muito jovem na desaparecida empresa Play Soccer Network em meados de 2011. Ali debutó como relator, chegando a ser o principal da estação em partidos da Primeira Divisão de Espanha, Copa do Rei e da Copa Mundial de Clubes da FIFA. No verão de 2012 termina sua participação pela quebra da empresa.
Em 2013 conseguiria um auge impressionante ganhando o primeiro concurso a nível continental de “O Comentarista da Paixão”, organizado por Bridgestone Latinoamérica e Fox Sports Argentina. Realizou coberturas, cápsulas e reportagens para ambas empresas. 
No final do ano voltou a provar sorte por terceira vez no concurso "Draft de Vozes 3" na qual só atinjo a etapa de semifinais, no meio de controvérsia, polémica e inconformidad por parte dos televidentes para Televisa Desportos, manifestando pela redes sociais.
Sua primeira etapa em Grupo Rádio México foi de outubro de 2013 a fevereiro de 2014 para o programa Rádio México Deportes Regional de segunda-feira a sexta-feira após Rádio Centro Futbol com Carlos Albert na XEP-AM e nas três edições de noticieros na mesma frequência. 
Em Youtube realizo a cobertura da Homeless World Cup Poznan 2014 e Santiago de Chile 2015 para o canal Xoccermania TV. 

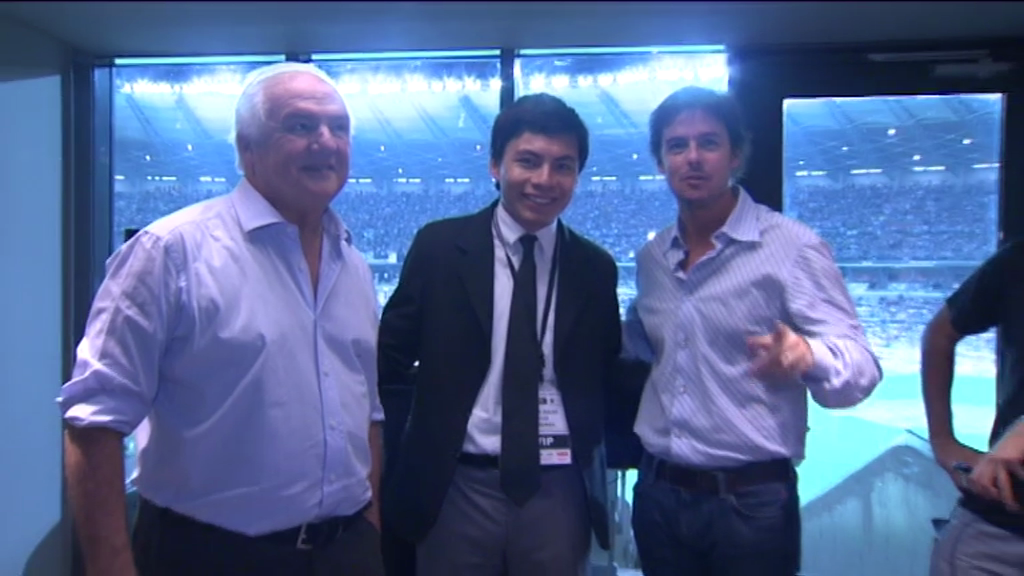
Acompanhado de Fernando Niembro e Mariano Closs, para FOX Sports

Depois de sua saída de Grupo Rádio México, desempenho como relator na Copa Libertadores de América Edição 2014, com grande sucesso em América do Sul. Em consequência disso e com a péssima recepção que tem tido em seu país, realizo os relatos em Rádio Norte para a Copa Mundial de Futebol de 2014, atingindo um grande sucesso de nova conta em Estados Unidos, Espanha e Latinoamérica, sendo assim um dos cronistas latinos mais populares da copa segundo os números de meios Brasileiros.
O 1 de outubro de 2014 através de um comunicado de imprensa, a empresa Xoccermania TV anúncio a incorporação em suas transmissões os partidos do Clube de futebol Índios da UACJ, nas que ele era participe com sua voz nos promocionais tanto de publicidade do clube, como dos comerciais das transmissões para o Abertura 2014.
Sua segunda etapa em Grupo Rádio México começou em novembro de 2014, de nova conta para o programa Rádio México Deportes Regional de segunda-feira a sexta-feira após Rádio Centro Futebol e mas com Carlos Albert e Jorge Pietrasanta na XEP-AM, ademas das narrações dos partidos do Clube Tarahumaras em une-a Estatal de Básquetbol de Chihuahua.
A partir de julho 2015, participa nas narrativas de FC Juárez tanto locais e visitantes para o diretor livestream para o mesmo clube em suas redes sociais. Também é correspondente XHRED e Rádio América.

### Trajectória
| Ano                | Programa/Relator*                                             | Canal/Emissora                       |
| ------------------ | ------------------------------------------------------------- | ------------------------------------ |
| 2010               | Draft de Vozes 1                                              | Televisa Desportos                   |
| 2011 - 2012        | Une Espanhola, Copa do Rei e Mundial de Clubes                | Play Soccer Network*                 |
| 2011               | Draft de Vozes 2                                              | Televisa Desportos                   |
| 2013 - 2015        | Segunda Divisão de México, Street Soccer e Homeless World Cup | Xoccermania TV*                      |
| 2013               | Copa Libertadores de América                                  | Fox Sports e Bridgestone Corporation |
| 2013               | Draft de Vozes 3                                              | Televisa Desportos                   |
| 2014 - Actualidade | Rádio México Deportes                                         | Grupo Rádio México                   |
| 2014               | Copa Libertadores de América e Copa Sudamericana              | Traffic Sports USA*                  |
| 2014               | Copa do Mundo Brasil 2014                                     | Rádio Norte*                         |

- Como relator *

## Curiosidades
- Apareceu no TOP 10 do um ranking de relatores latinos populares durante a #Copa Mundial de Futebol de 2014 realizada por um diário desportivo brasileiro. Entre outros narradores aparecem: Christian Martinoli, Alejandro Fantino, Luiz Carlos Júnior, Javier Fernández Franco, Pablo Giralt, Mariano Closs, Gabriel Regueira, Galvão Bom e Alberto Jesus Lopez.
- Numa entrevista declaro que durante sua infância teve um grande impacto o estilo do actual narrador principal da Corrente COPE, Manolo Lamba, enquanto jogava no videojuego FIFA.
- É dos cronistas mais seguidos em internet em América do Sul.
- Nunca tem narrado um sozinho partido de futebol em rádio ou televisão para México.
- Um de seus maiores pasatiempos é a cinematografía, participo no rally universitário de Expressão em Curto International Filme Festival no ano de 2012 e também em filmes independentes.